# Достян, Ирина Степановна
Ири́на Степа́новна Достя́н (21 апреля 1920, Москва — 2 января 2012, Москва) — советский и российский историк-славист.

## Биография
Родилась в интеллигентной армянской семье, переселившейся в Москву из Баку в 1916 г. Окончила исторический факультет МГУ (кафедра истории южных и западных славян) в 1945 и аспирантуру. Её научным руководителем был В. И. Пичета.
С 1948 до конца жизни И. С. Достян работала в Институте славяноведения Академии наук.
В 1950 защитила кандидатскую диссертацию («Социально-экономические отношения в сербской деревне накануне восстания 1804 года»), в 1973 — докторскую («Россия и балканский вопрос. Из истории русско-балканских политических связей в первой трети XIX в.»).
Основные направления научных исследований И. С. Достян: новая история Сербии и других балканских стран, балканская политика России в XIX веке.
Похоронена в Москве на Армянском кладбище.

## Основные труды
- Борьба сербского народа против турецкого ига, XV — начало XIX в. — М. : Изд-во АН СССР, 1958. — 193 с., 1 л. карт.
- К вопросу о влиянии борьбы между Россией и Англией в восточном вопросе на внутренне развитие Сербского княжества в 30-е годы XIX в. — М., 1966. — 24 с.
- Россия и балканский вопрос : Из истории русско-балканских политических связей в первой трети XIX в. — М. : Наука, 1972. — 368 с., 1 л. карт.
- Русская общественная мысль и балканские народы : От Радищева до декабристов. — М. :Наука, 1980. — 328 с.